# Dienstalterskreuz für die Finanzwache
Die Dienstalterskreuz der Finanzwache (it. Anzianità di servizio nella Guardia di Finanza) war zunächst eine Auszeichnung des Königreiches Italien, das am 26. September 1905 per Dekret von Viktor Emanuel III. gestiftet wurde. Das Kreuz wird heute in nahezu unveränderter Form weiterhin verliehen. Statt der Krone trägt es jedoch einen goldenen Stern.

## Stufeneinteilung (1905)
- Offiziere für 40-jährige Dienstzeit: Goldenes Kreuz mit Krone
- Offiziere für 25-jährige Dienstzeit: Goldenes Kreuz
- Unteroffiziere für 25-jährige Dienstzeit: Silbernes Kreuz mit Krone
- Unteroffiziere für 16-jährige Dienstzeit: Silbernes Kreuz

Die Vorschriften, betreffend der Hinzufügung der Krone entsprachen den gleichen Richtlinien wie denen des Dienstalterskreuzes.

## Aussehen und Trageweise
Das vergoldete oder versilberte schmucklose Kreuz ist breitendig eingekerbt und zeigt auf seiner Vorderseite auf dem Medaillon das farbig emaillierte Wappen des Hauses Savoyen (Rot-Weiß) mit dahinter liegendem italienischen Adler auf rotem Grund. Die Rückseite ist von gleicher Beschaffenheit, zeigt jedoch auf dem Medaillon auf rotem Grund die vierzeilige Inschrift AL / MERITO DI / SERVIZIO (Für Verdienste im Dienste).
Getragen wurde das Kreuz als Bandorden an der linken oberen Brustseite des Beliehenen an einem grünen Band mit gelbem Saum und Mittelstreifen.